# Hochschule Meißen (FH) und Fortbildungszentrum
Die Hochschule Meißen (FH) und Fortbildungszentrum (HSF Meißen) ist eine Einrichtung des Freistaates Sachsen, unterliegt der Aufsicht des Sächsischen Staatsministeriums des Innern.
Hauptaufgabe ist es, die Studierenden in einem dreijährigen (bzw. dreieinhalbjährigen) dualen Studium, mit aufeinander abgestimmten fachtheoretischen und berufspraktischen Studienabschnitten, auf die künftigen Aufgaben in der öffentlichen Verwaltung und Justiz vorzubereiten. Diese reichen von qualifizierten Sachbearbeitungstätigkeiten bis hin zu Tätigkeiten in der mittleren Führungsebene. Die Hochschule bietet über die grundständigen Studiengänge hinaus den berufsbegleitenden Masterstudiengang Public Governance und den berufsintegrierenden Bachelorstudiengang Allgemeine Verwaltung an.
Eine weitere Aufgabe der Hochschule besteht in der ressortübergreifenden Fortbildung der Bediensteten der Staatsverwaltung sowie im Bedarfsfall der fachspezifischen Fortbildung der Bediensteten des Staatsministeriums des Innern und seines Geschäftsbereichs. Zusätzlich obliegt der HSF Meißen die Fortbildung für Beschäftigte psychiatrischer Einrichtungen des stationären, ambulanten und komplementären Bereichs sowie für therapeutisches und pflegerisches Personal aus Maßregelvollzugseinrichtungen und aus Justizvollzugsanstalten.

## Ausrichtung
An der Hochschule werden Studiengänge in folgenden Fachrichtungen angeboten:
- Allgemeine Verwaltung (als grundständiger oder berufsintegrierender Studiengang)
- Digitale Verwaltung
- Steuerverwaltung
- Staatsfinanzverwaltung
- Rechtspflege
- Sozialverwaltung
- Sozialversicherung
- Public Governance (berufsbegleitender Masterstudiengang)

Die Studierenden erwerben einen Bachelor-, Diplom- oder Mastergrad.
Bewerbungen für die grundständigen Studiengänge können jährlich zwischen 1. Juni und 1. November für den Studienbeginn im darauffolgenden Jahr eingereicht werden. Nach der Bewerbung erfolgt die Einladung zum Auswahltest, anschließend erfolgen die Vorstellungsgespräche bei den Einstellungsbehörden. Bis 2022 haben 7662 Studierende ihr Studium erfolgreich beendet. Nahezu alle Absolventinnen und Absolventen arbeiten in der öffentlichen Verwaltung oder der Justiz des Freistaates Sachsen.
Sitz der HSF ist der Meißner Stadtteil Cölln auf dem Gelände der ehemaligen Ingenieurschule für Kraft- und Arbeitsmaschinenbau „Rudolf Diesel“. Rechtsgrundlage ist unter anderem das Fachhochschule-Meißen-Gesetz und das Sächsische Hochschulgesetz.

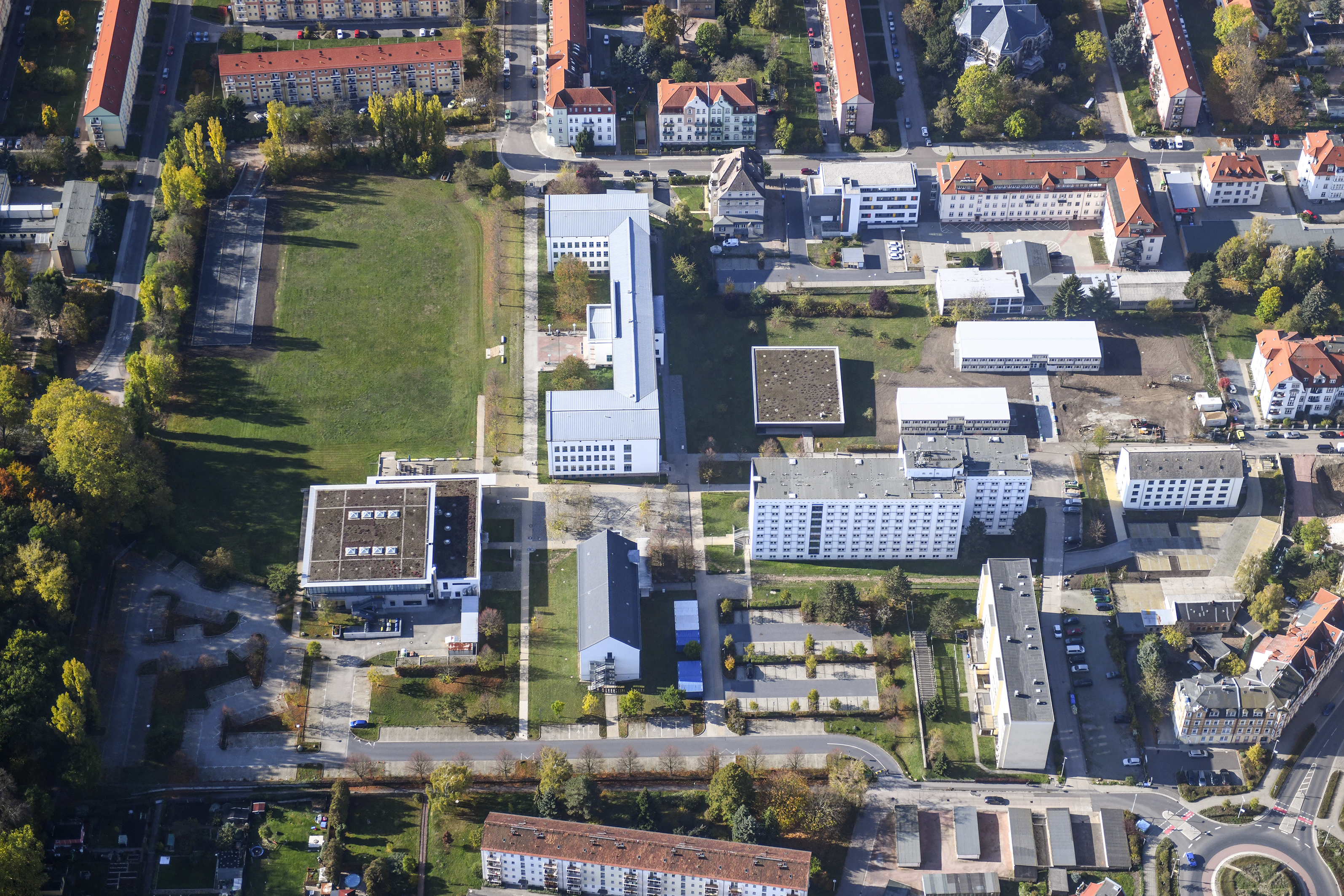
Aktuelles Luftbild des Campus

## Rektoren
- 1992 – 30. November 2012: Peter Musall
- 1. Dezember 2012 – 15. September 2013: Fritz Lang (kommissarisch)
- seit 16. September 2013: Frank Nolden

## Lehrende
- Constanze Geiert, seit 2019 Professorin für Besonderes Verwaltungsrecht
- Jürgen Herrlein, 2019–2022 Lehrbeauftragter für Mietrecht und Zivilprozessrecht
- Isabelle Jänchen, seit 2010 Professorin für Öffentliche Finanzen und Volkswirtschaftslehre
- Ralf Lunau, seit 2019 Professor für öffentliches Recht
- Thomas Popp, seit 2022 Honorarprofessor
- Wolfgang Voß, seit 2018 Honorarprofessor für Finanzpolitik

## Bekannte Absolventen
- Kai Emanuel (* 1968), Landrat des Landkreises Nordsachsen (seit August 2015)
- Henry Graichen (* 1976), Landrat des Landkreises Leipzig (seit August 2015)
- Felix Hitzig (* 1988), Abgeordneter des Sächsischen Landtages (seit September 2024)